# Michael Gbinije
Michael Patrick Gbinije (Hartford, 5 de junho de 1992) é um basquetebolista profissional nigeriano que atualmente defende o Detroit Pistons da National Basketball Association.

## Carreira
Michael Gbinije foi convocado para defender a seleção nigeriana no Afrobasket de 2015 disputado em Radès, Tunísia. Na ocasião a Nigéria conquistou seu primeiro título na competição continental, de quebra a vaga para o Torneio Olímpico de 2016.